# Dropull i Poshtëm
Dropull i Poshtëm (Grieks: Κάτω Δρόπολη, Kato Dropoli) is een plaats en voormalige gemeente in de stad (bashkia) Dropull in de prefectuur Gjirokastër in Albanië. Sinds de gemeentelijke herindeling van 2015 doet Dropull i Poshtëm dienst als deelgemeente en is het een bestuurseenheid zonder verdere bestuurlijke bevoegdheden. De plaats telde bij de census van 2011 2100 inwoners.

## Bevolking
Volgens de volkstelling van 2011 telde de (voormalige) gemeente Dropull i Poshtëm 2.100 inwoners. Dat is een drastische daling vergeleken met 8.250 inwoners op 1 april 2001. De bevolking bestaat hoofdzakelijk uit etnische Grieken (94,52 procent), gevolgd door een kleine gemeenschap van Albanezen (2,33 procent).
De bevolking van Dropull i Poshtëm is sterk vergrijsd. Van de 2.100 inwoners waren er 195 tussen de 0 en 14 jaar oud, 1.338 inwoners waren tussen de 15 en 64 jaar oud en 567 inwoners waren 65 jaar of ouder.

#### Religie
Het christendom, met name de Albanees-Orthodoxe Kerk, heeft de grootste aanhang onder de inwoners van Dropull i Poshtëm.
| Religieuze samenstelling in de plaats (bashki) Dropull i Poshtëm | Religieuze samenstelling in de plaats (bashki) Dropull i Poshtëm | Religieuze samenstelling in de plaats (bashki) Dropull i Poshtëm | Religieuze samenstelling in de plaats (bashki) Dropull i Poshtëm | Religieuze samenstelling in de plaats (bashki) Dropull i Poshtëm | Religieuze samenstelling in de plaats (bashki) Dropull i Poshtëm |
| Deelgemeente                                                     | Aantal inwoners (census 2011)                                    | Islam (%)                                                        | Katholieke Kerk in Albanië (%)                                   | Albanees-Orthodoxe Kerk (%)                                      | Bektashi (%)                                                     |
| ---------------------------------------------------------------- | ---------------------------------------------------------------- | ---------------------------------------------------------------- | ---------------------------------------------------------------- | ---------------------------------------------------------------- | ---------------------------------------------------------------- |
| Dropull i Poshtëm                                                | 2.100                                                            | 0,57 procent                                                     | 0,19 procent                                                     | 86,67 procent                                                    | 0,05 procent                                                     |